# Ісидор (Кириченко)
Митрополит Ісидор (в миру Микола Васильович Кириченко; нар. 25 травня 1945 — пом. 8 серпня 2020) — єпископ Російської православної церкви . Митрополит Єкатеринодарський і Кубанський (1987—2020). Голова Церковного суду Руської православної церкви (26 червня 2008 — 8 серпня 2020).

## Біографія
Народився 25 травня 1941 року в селищі Веймарн Кінгісеппського району Ленінградської області в родині робітника залізничника.
У 1959 році закінчив середню школу і вступив до Ленінградської духовної семінарії .
У 1963 році після закінчення семінарії вступив до Ленінградської духовної академії, яку закінчив у 1967 році.
3 січня 1967 митрополитом Ленінградським і Ладозьким Никодимом (Ротовим) в Хрестовій церкви при митрополичих покоях пострижений в чернецтво з ім'ям Ісидор в честь священномученика Ісидора, пресвітера Юр'ївського, а 5 лютого висвячений на ієродиякона в Олександро-Невському храмі Красносільського району міста Ленінграда.
7 квітня 1967 висвячений у сан ієромонаха і призначений настоятелем Хрестовоздвиженської церкви села Опілля Ленінградської області .
З 12 березня 1970 по 20 квітня 1971 року служив настоятелем Покровської церкви села Козина Гора .
З 20 квітня 1971 по вересень 1975 року служив священиком в Георгіївській церкві міста Стара Русса Новгородської області .
До свята Святої Пасхи 1973 возведений у сан ігумена .
З 1 вересня 1975 року призначений викладачем богослужбової практики в Ленінградській духовній академії, а також благочинним академічного храму святого апостола Іоанна Богослова.
У серпні 1976 року в складі паломницької групи Російської православної церкви відвідав Грецію і Святу Гору Афон.

### Архієрейство
11 червня 1977 року постановою Священного синоду визначено бути єпископом Архангельським і Холмогорським . 12 червня зведений в сан архімандрита . 18 червня 1977 року в Іоанно-Богословському храмі Ленінградської духовної академії відбулося наречення, а 19 червня в тому ж храмі за Божественною літургією — архієрейська хіротонія, яку очолив митрополит Ленінградський і Новгородський Никодим. Йому співслужили митрополит Крутицький і Коломенський Ювеналій (Поярков), архієпископ Пензенський і Саранський Мелхиседек (Лебедєв) ; єпископи Тихвинський Мелітон (Соловйов), Серпуховский Іриней (Середній), Ставропольський і Бакинський Антоній (Завгородній), Виборзький Кирило (Гундяєв) .
25 квітня — 5 травня 1978 року — з паломницької групою Російської православної церкви відвідав Святу землю.
З 26 червня 1985 іменується «Архангельський і Мурманський».
12 травня 1987 року призначений єпископом Краснодарським і Кубанським .
10 березня 1989 возведений у сан архієпископа .
У 1989—1991 роках обирався народним депутатом СРСР.
З 26 лютого 1994 іменується «Краснодарський і Новоросійський».
22 лютого 2001 року «за старанне служіння Церкві Божій» зведений в сан митрополита .
З 3 квітня того ж року іменується «Єкатеринодарський і Кубанський».
З 26 грудня 2002 по 7 травня 2003 року тимчасово керував Ставропольською і Владикавказскою єпархією у зв'язку з тривалою хворобою митрополита Ставропольського Гедеона (Докукина) .
27 березня 2007 року призначений ректором Єкатеринодарської духовної семінарії .
26 червня 2008 року Архієрейським собором РПЦ був обраний головою новоствореногоЦерковного суду строком на чотири роки .
27 липня 2009 року рішенням Священного синоду включений до складу Міжсоборної присутності Російської православної церкви .
27 липня 2011 року був звільнений від обов'язків ректора Єкатеринодарської духовної семінарії.
Не увійшов до нового складу Міжсоборної присутності, яка була затверджена 23 жовтня 2014 року рішенням Священного синоду Російської православної церкви.
У зв'язку з досягненням 75-річного віку подав, згідно зі Статутом Російської православної церкви, прохання про звільнення на спокій. 3 червня 2016 Священний синод відхилив прохання митрополита Ісидора і благословив йому продовжити управління Єкатеринодарською єпархією .
Помер у віці 79 років 8 серпня 2020 після нетривалої хвороби через ускладнення, викликаних Коронавирусною хворобою . Похований 10 серпня 2020 року в Єкатерининському кафедральному соборі Краснодару.

## Нагороди
Церковні:
- Орден святителя Інокентія, митрополита Московського і Коломенського I ступеня (25 травня 2016)[5]
- Орден преподобного Сергія Радонезького I ступеня (1 лютого 2012)[6]
- Орден святого благовірного князя Данила Московського II ступеня (1997)
- Орден преподобного Сергія Радонезького II ступеня (1986)
- Орден святителя Інокентія, митрополита Московського і Коломенського, II ступеня (17 липня 2003)[7]
- Орден Гробу Господнього (Єрусалимська православна церква, 1978)

Державні:
- Орден Пошани (29 травня 2007) — за великий внесок у розвиток духовних і культурних традицій[8]
- Медаль ордена «За заслуги перед Вітчизною» II ступеня № 47117 (28 грудня 2000) — за великий внесок у зміцнення громадянського миру і відродження духовно-моральних традицій[9]

Регіональні:
- Медаль «За внесок в розвиток Кубані — 60 років Краснодарському краю» I ступеня (21 січня 1999)
- Медаль «За заслуги перед Кубанню» I ступеня (30 травня 2016)[10]

Відомчі:
- Медаль «200 років Міністерству оборони» (Міністерство оборони Росії, 30 серпня 2002)
- Медаль «В пам'ять 125-річчя кримінально-виконавчої системи Росії» (Міністерство юстиції Росії, 2004)

Інші:
- Нагрудний знак президії Краснодарського крайового комітету захисту миру «Активісту боротьби за мир» (22 червня 1988)
- Відзнака військовослужбовців Північно-Кавказького військового округу «За службу на Кавказі» (10 квітня 2005)
- Золота медаль «За миротворчу і благодійну діяльність» (1 травня 2005)
- Нагородний хрест «За заслуги перед Кубанським козацтвом» (10 жовтня 2005)
- Звання почесного професора Інституту міжнародного права, економіки, гуманітарних наук та управління імені Россинского (21 грудня 1999)
- Почесний громадянин міст Лабинска (2001), Курганинському (2001), Краснодара (2002).